# Šumický rybník
Šumický rybník je přírodní rezervace jihovýchodně od obce Šumice v okrese Brno-venkov. Důvodem ochrany je velká druhová diverzita živočišných druhů vázaných na ekosystém stojatých vod, rákosových a orobincových porostů a mokrých luk.
Na rybníku např. hnízdní vzácný bukač velký (Botaurus stellaris).